# Rifugiato

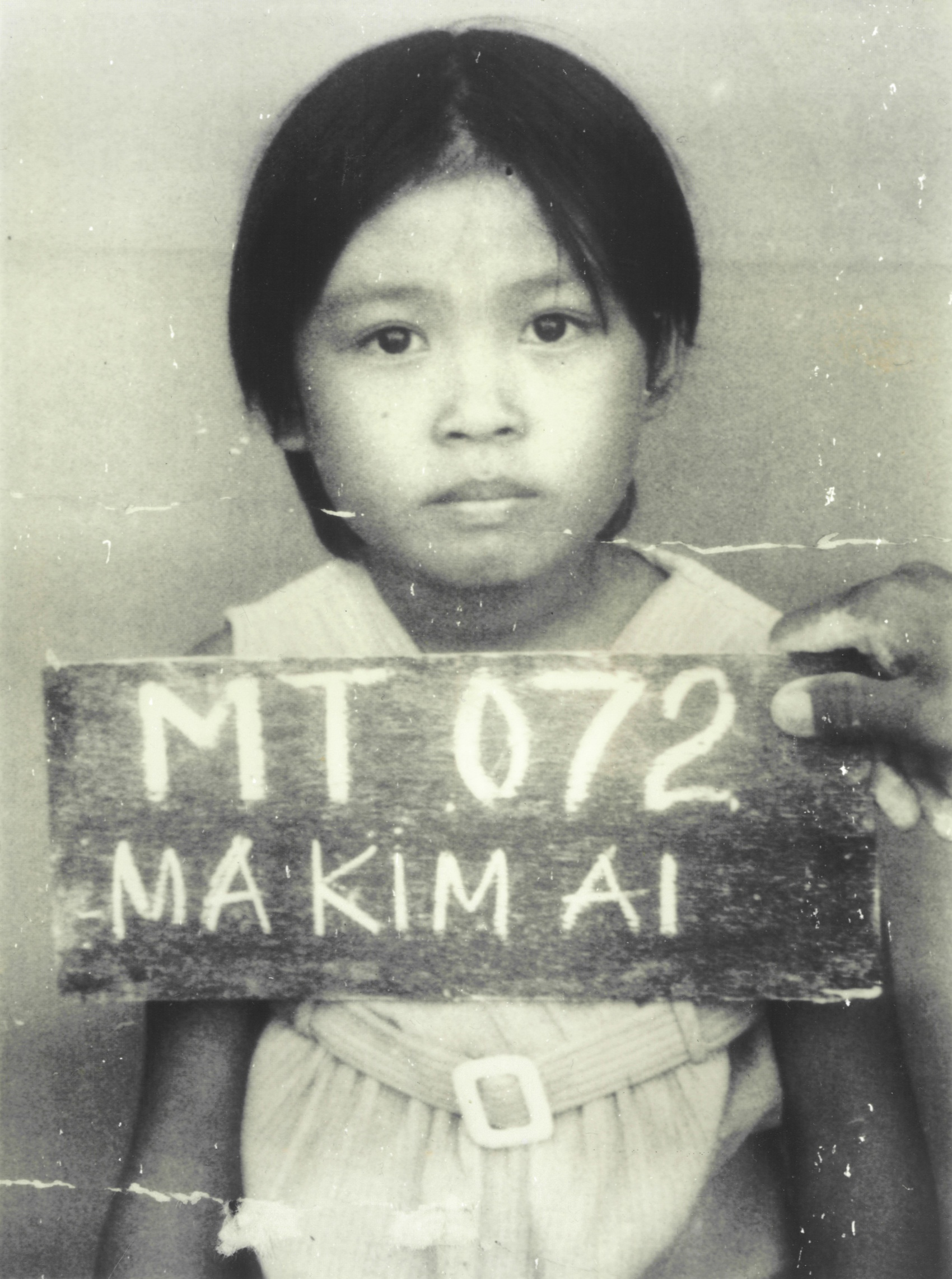
Una giovane vietnamita in un campo profughi in Malaysia (1980).

Per rifugiato s'intende generalmente una persona che si trova al di fuori del proprio paese di origine e che non può o non vuole tornarvi per fondati motivi di discriminazione politica, religiosa, razziale, di nazionalità o a causa di persecuzioni. Un rifugiato che ha formalmente presentato domanda di asilo ed è in attesa che gli venga concesso lo status di rifugiato dallo stato contraente o dall'Alto Commissariato delle Nazioni Unite per i Rifugiati (UNHCR) può temporaneamente essere definito anche come "richiedente asilo". La principale agenzia internazionale che coordina la protezione dei rifugiati è l'Ufficio delle Nazioni Unite dell'UNHCR. Le Nazioni Unite hanno un secondo ufficio per i rifugiati, l'Agenzia delle Nazioni Unite per il soccorso e l'occupazione (UNRWA), che è, ad esempio, l'unico ufficio responsabile del sostegno alla grande maggioranza dei rifugiati palestinesi.

## Definizioni

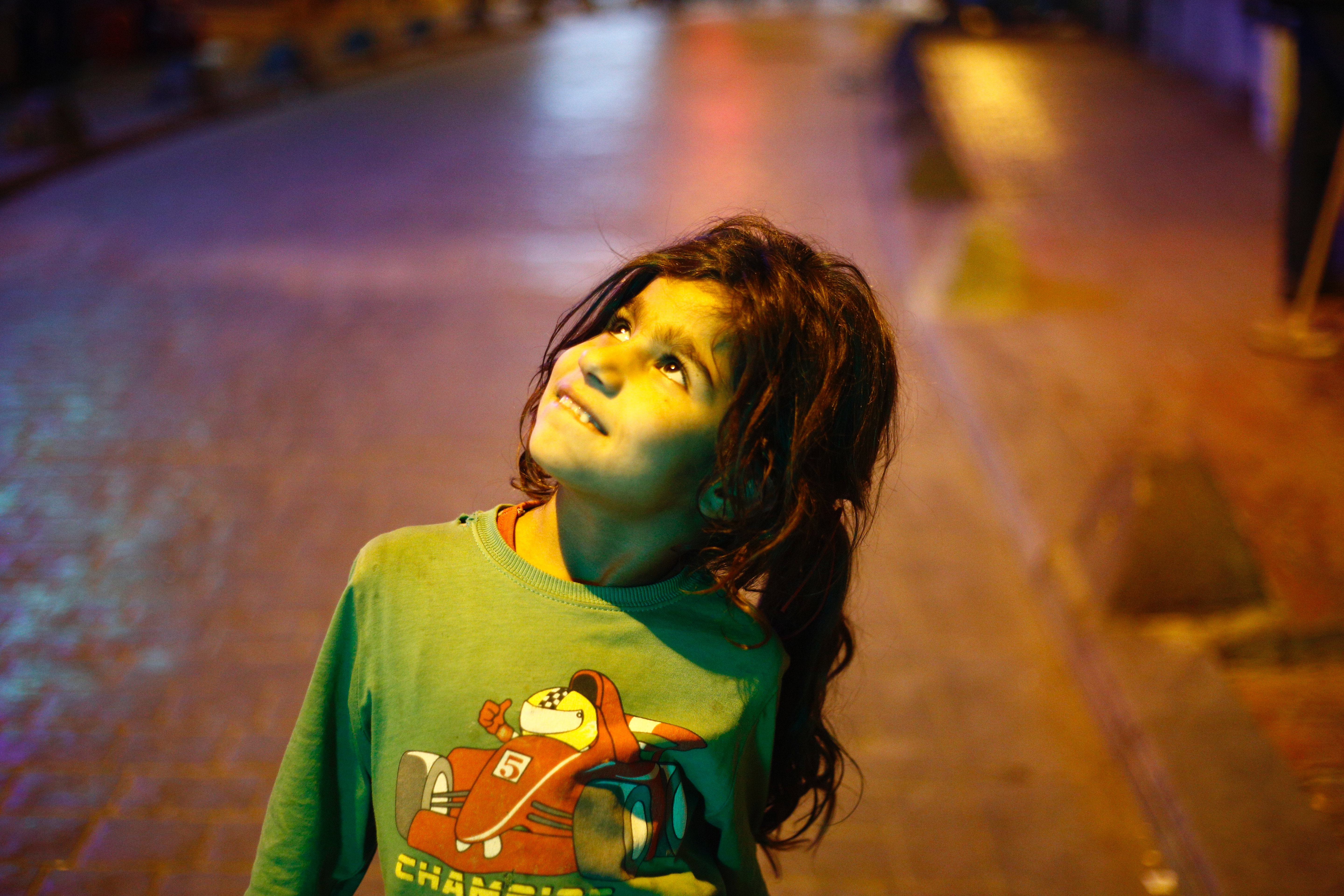
Giovane profuga siriana a Istanbul.

La definizione di rifugiato ha subito diverse evoluzioni nel corso del tempo. La prima definizione moderna a disciplinare lo statuto di rifugiato internazionale fu quella sancita nel 1921 dalla Commissione per i Rifugiati della Società delle Nazioni. In seguito agli eventi della seconda guerra mondiale e in risposta al gran numero di persone in fuga dall'Europa orientale, la Convenzione ONU relativa allo statuto dei rifugiati del 1951 definì come "rifugiato" qualsiasi persona che:
(Convenzione sullo status dei rifugiati, Cap. 1, Art. 1 "Definizione del termine di 'rifugiato'", Ginevra, 28 luglio 1951)
Nel 1967 questa definizione fu sostanzialmente confermata nel Protocollo delle Nazioni Unite relativo allo statuto dei rifugiati. L'accordo internazionale sancisce inoltre l'equiparazione fra i cittadini dello Stato ospitante e i rifugiati in materia civile, di esercizio della professione e soprattutto di assistenza.

Come si evince dalla definizione del 1951, lo statuto di rifugiato fu pensato inizialmente in risposta agli eventi della seconda guerra mondiale in Europa, tra cui in particolare l'Olocausto, ed è per questo esclusivamente incentrata sulla difesa di individui perseguitati da autorità statali, come fu il caso degli ebrei nella Germania nazista. Tuttavia la nozione giuridica di rifugiato è successivamente stata ampliata in diversi contesti e per diversi scopi. La "Convenzione che regola gli aspetti specifici dei problemi dei rifugiati in Africa" adottata dall'Organizzazione dell'unità africana nel 1969 ha ampliato la definizione del 1951, includendo:
ogni persona che, a causa di un'aggressione esterna, di un'occupazione militare, di un'invasione straniera o di eventi che turbano gravemente l'ordine pubblico in una parte o nella totalità del suo paese d'origine o di nazionalità, è costretta a lasciare il suo luogo di residenza abituale per cercare rifugio in un altro luogo fuori dal suo paese d'origine o di nazionalità.
Inoltre la "Dichiarazione di Cartagena sui rifugiati", un trattato regionale latino-americano legalmente non vincolante del 1984, estende lo statuto di rifugiato a:
persone che sono fuggite dal loro paese perché la loro vita, sicurezza o libertà sono minacciate da situazioni di violenza generalizzata, aggressioni straniere, conflitti interni, violazioni massicce dei diritti umani o altre circostanze che hanno gravemente turbato l'ordine pubblico.
A partire dal 2011, lo stesso UNHCR, oltre alla definizione del 1951, riconosce come rifugiati anche persone che:
si trovano fuori del loro paese di nazionalità o di residenza abituale e non possono farvi ritorno a causa di minacce gravi e indiscriminate alla vita, all'integrità fisica o alla libertà derivanti da violenze generalizzate o da eventi che turbano gravemente l'ordine pubblico.
Gli standard minimi per lo statuto di rifugiato nell'Unione Europea, come presentati nell'art. 2 (c) della direttiva n. 2004/83/CE, riproducono essenzialmente la definizione ristretta di rifugiato offerta dalla Convenzione ONU del 1951. Tuttavia, in virtù degli articoli 2(e) e 15 della stessa direttiva, le persone che sono fuggite in seguito ad una situazione di violenza generalizzata causata da un conflitto armato possono beneficiare, sotto certe condizioni, di una forma complementare di protezione, chiamata protezione sussidiaria. La stessa forma di protezione è prevista per i profughi o gli sfollati che, pur non essendo rifugiati, sono tuttavia esposti, in caso di ritorno nei loro paesi d'origine, alla pena di morte, alla tortura o ad altri trattamenti inumani o degradanti.